# Роз, Туссен
Туссе́н Роз  (фр. Toussaint Rose;  3 сентября 1611 года, Провен — 6 января 1701 года, Париж) — французский придворный; секретарь Мазарини; личный секретарь Людовика XIV с 1657 года, довольно искусно воспроизводивший его подпись; председатель счётной палаты Парижа в 1661 году; был избран во Французскую академию в 1675 году (на место Конрара) не за творчество, как другие, а за заслуги перед Академией.